# Cordilheira Ártica

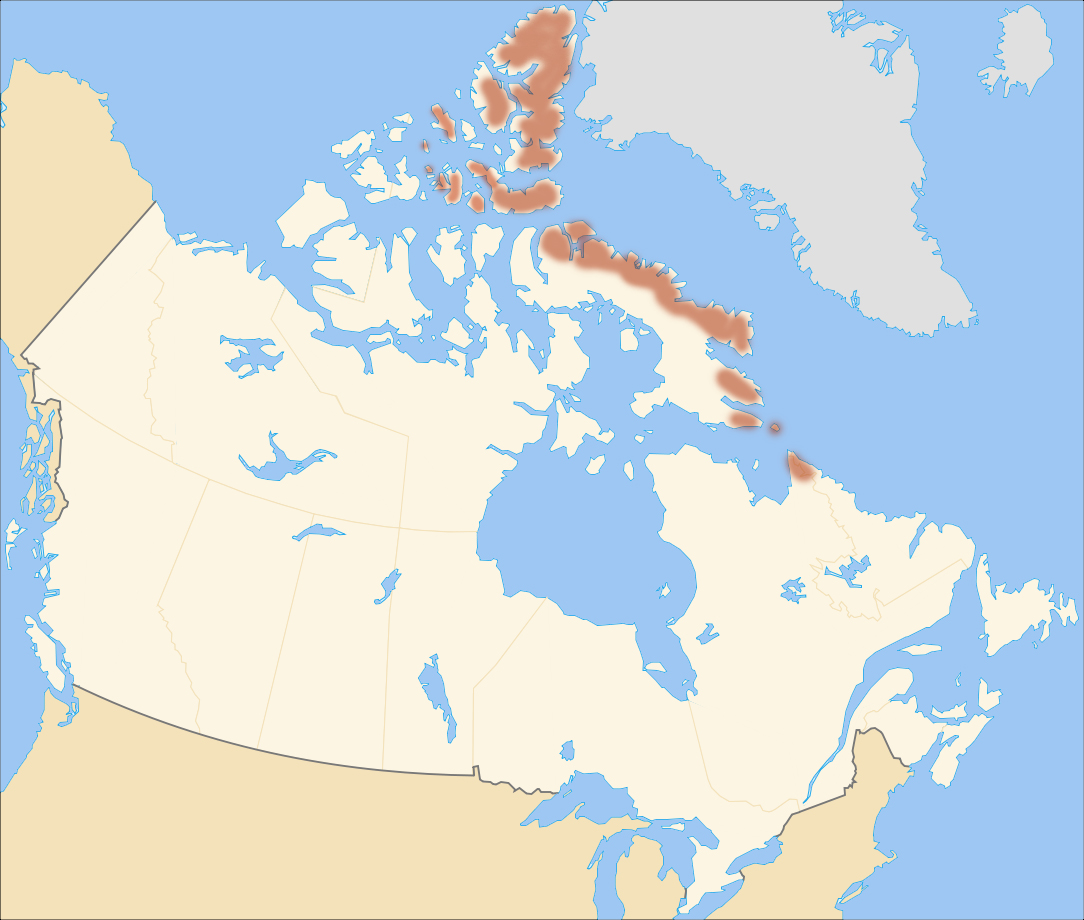
Cordilheira Ártica

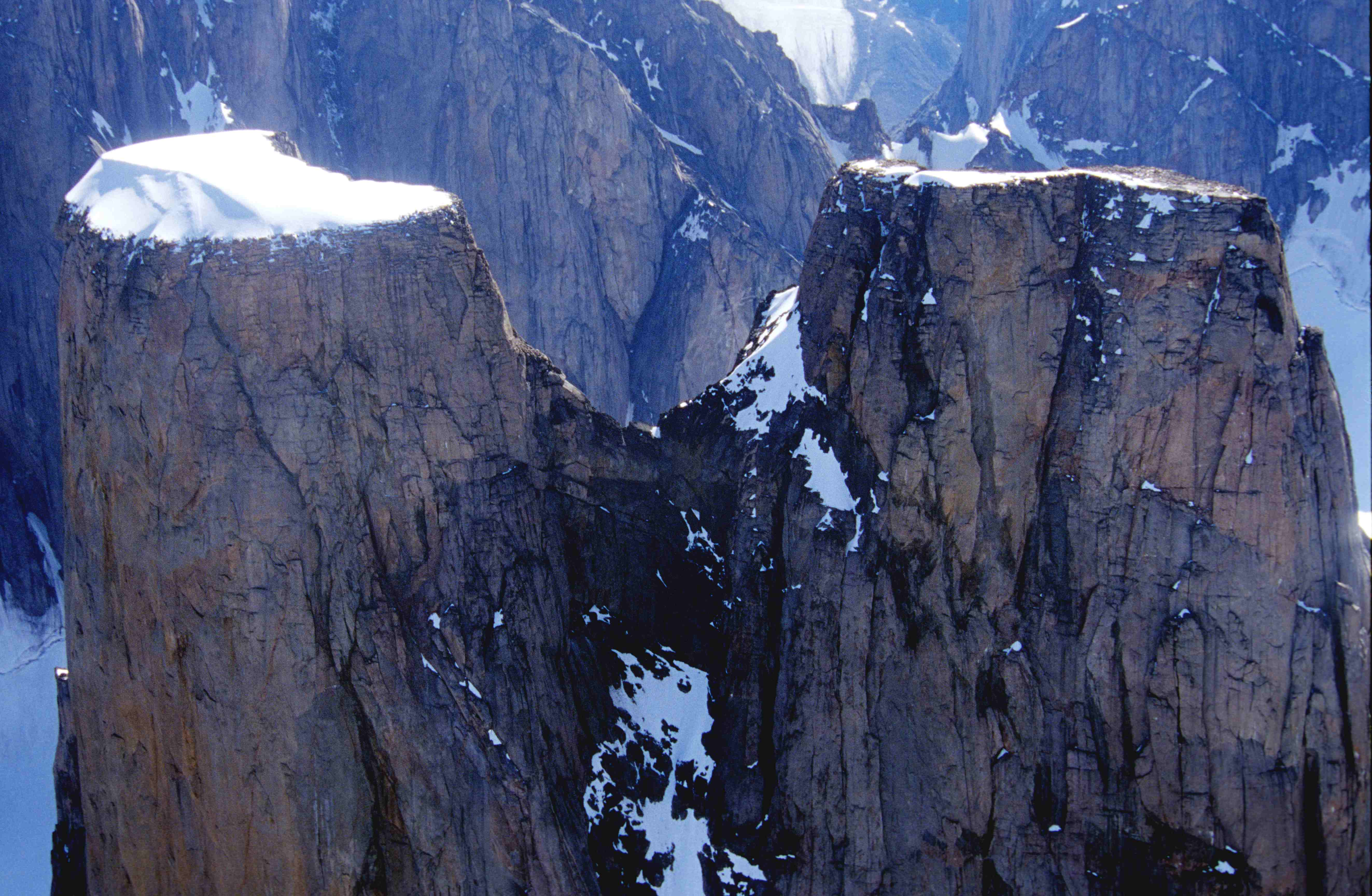
Monte Asgard em julho de 2001

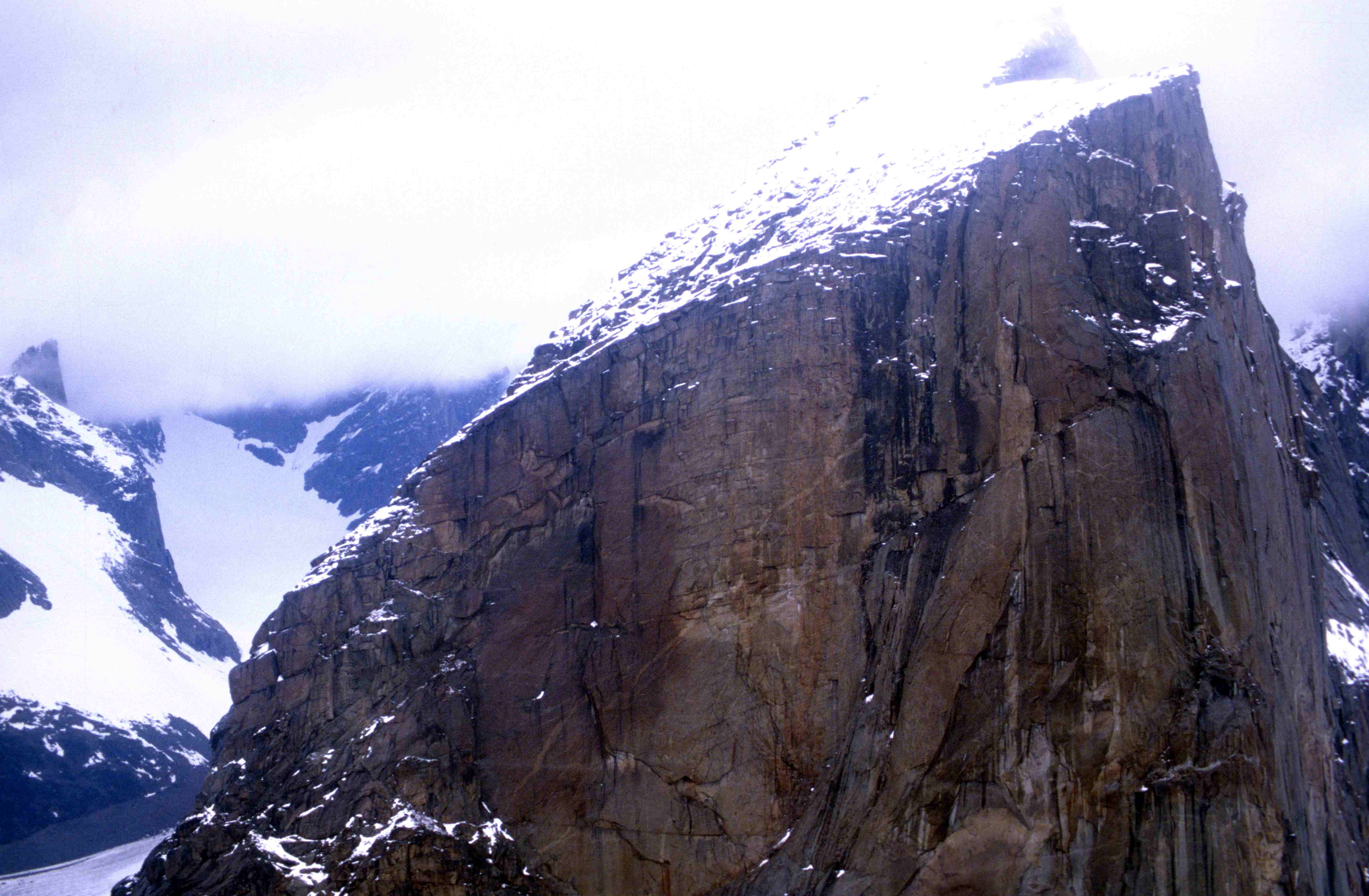
Monte Thor em 1997

A Cordilheira Árctica é uma cordilheira e região do extremo norte do Canadá. Muitas das montanhas têm mais de 2500 m de altitude, e a cordilheira tem cerca de 1290 km de comprimento. 
Estende-se pelo Arquipélago Ártico Canadiano, ao longo da Ilha de Baffin, Ilha Devon, grande parte da Ilha Ellesmere, Ilha Bylot e a ponta mais setentrional da península do Labrador. A paisagem é deslumbrante mas o turismo é escasso devido à localização remota e à baixíssima temperatura. As mais conhecidas montanhas são o Monte Asgard e o Monte Thor, e o ponto mais alto é o cume do Pico Barbeau, com 2616 m de altitude, na ilha de Ellesmere.
A sua formação data do Mesozoico quando a placa norte-americana se moveu para norte. A rocha é geralmente sedimentar mas há também partes onde é ígnea ou metamórfica.
Apenas cerca de um milhar de pessoas habitam a região, dotada de vários parques naturais, como o Parque Nacional Auyuittuq, o Parque Nacional Sirmilik e o Parque Nacional Quttinirpaaq.

## Montanhas mais altas
| Monte/Pico         | metros | pés  | Notas                                                    |
| ------------------ | ------ | ---- | -------------------------------------------------------- |
| Pico Barbeau       | 2616   | 8583 | Monte mais alto da ilha Ellesmere                        |
| Monte Whisler      | 2500   | 8202 | Segundo monte mais alto da ilha Ellesmere                |
| Monte Commonwealth | 2225   | 7300 |                                                          |
| Monte Oxford       | 2210   | 7251 |                                                          |
| Pico Outlook       | 2210   | 7251 | Monte mais alto da ilha Axel Heiberg                     |
| Monte Odin         | 2147   | 7044 | Monte mais alto da ilha Baffin                           |
| Monte Asgard       | 2015   | 6611 |                                                          |
| Monte Qiajivik     | 1963   | 6440 | Monte mais alto da parte norte da ilha Baffin            |
| Monte Angilaaq     | 1951   | 6401 | Monte mais alto da ilha Bylot                            |
| Pico Kisimngiuqtuq | 1905   | 6200 |                                                          |
| Monte Arrowhead    | 1860   | 6102 |                                                          |
| Monte Eugene       | 1850   | 6070 |                                                          |
| Pico Ukpik         | 1809   | 5935 |                                                          |
| Monte Nukap        | 1780   | 5840 |                                                          |
| Pico Bastille      | 1733   | 5656 |                                                          |
| Monte Thule        | 1711   | 5614 |                                                          |
| Monte Angna        | 1710   | 5610 |                                                          |
| Monte Thor         | 1675   | 5500 | Maior parede vertical da Terra                           |
| Monte Caubvick     | 1642   | 5387 | Monte mais alto do Canadá Continental a leste de Alberta |